# Карлос Аная
Карлос Аная Лопес Камело (ісп. Carlos Anaya López Camelo; 4 листопада 1777, Сан-Педро, Аргентина — 18 червня 1862, Монтевідео, Уругвай) — уругвайський історик, військовик і політик, голова Сенату Уругваю, тимчасово виконував функції президента країни після відставки Фруктуосо Рівери.

## Біографія
Народився на у Сан-Педро (сучасна Аргентина). 1797 року переселився на територію Східної смуги. 1811 року долучився до революційного руху, брав участь у битві при Лас-П'єдрас, облозі Монтевідео та битві при Серріто.
Був одним з депутатів Конгресу у Трес-Крусес, був прибічником Хосе Хервасіо Артігаса. Став одним з авторів «Інструкцій для Асамблеї XIII року», що вимагали від делегатів зі Східної смуги домагатись на Асамблеї, що мала визначити конституційне майбутнє країни, дотримання принципів незалежності, республіканства та федералізму.
У 1815–1817 роках працював в адміністрації Східної провінції, після португальсько-бразильського вторгнення потрапив в ув'язнення, втім невдовзі був звільнений. На початку 1820 року після поразки патріотичних сил у битві при Такуарембо відступив на територію провінції Ентре-Ріос, після чого залишив Артігаса та вирушив до Буенос-Айреса, де зайнявся комерцією.
1825 року після того, як Тридцять три Орієнтальці висадились на східному березі річки Уругвай, 14 червня у містечку Флорида зібрався Конгрес. Карлос Аная став його делегатом та був одним з тих, хто долучився до написання ухваленої Конгресом 25 серпня Декларації про незалежність Східної провінції від Бразилії та її входження до складу Об'єднаних провінцій.
Після утворення незалежної Східної Держави Уругвай від 1832 до 1838 року, коли партійна система в країні ще остаточно не сформувалась, Аная був у складі уругвайського Сенату. У жовтні 1834 року, після виходу Фруктуосо Рівери у відставку з поста президента, Аная очолив виконавчу владу. В березні наступного року він передав президентські повноваження Мануелю Орібе. Коли 1838 року Рівера повалив Орібе, то Аная підтримав останнього та виїхав разом з ним до Буенос-Айреса, де прожив ще сім років. 1845 він разом з Орібе повернувся до Уругваю, де під час облоги Монтевідео очолював Апеляційний суд в «уряді Серріто». Остаточно відійшов від політичної діяльності 1851 року.
Окрім іншого, в доробку Анаї є низка видатних історичних праць.